# Donald McGinnis
Donald E. McGinnis (Barberton, 21 oktober 1917 - Columbus, 28 oktober 2016) was een Amerikaans componist, muziekpedagoog, dirigent, klarinettist en fluitist.

## Levensloop
McGinnis studeerde muziektheorie, klarinet bij George Waln, dwarsfluit en compositie aan het Oberlin Conservatory of Music in Oberlin (Ohio) en behaalde daar zijn Bachelor of Music. Vervolgens studeerde hij klarinet bij Himie Voxman, dwarsfluit bij Robert Cavally en Maurice Sharp en compositie bij Phillip Greely Clapp aan de Universiteit van Iowa in Iowa City, waar hij zijn Master of Arts behaalde. Aan dit instituut voltooide hij eveneens zijn studie en promoveerde in 1953 tot Ph.D. (Philosophiæ Doctor) met zijn Symphony for Band. 
In 1941 werd hij docent aan de Staatsuniversiteit van Iowa in Ames en tweede dirigent van het harmonieorkest (The Ohio State University Concert Band), toen nog onder leiding van Manley Whitcomb. In 1952 werd hij chef-dirigent van dit orkest. Onder zijn leiding verhoogde dit harmonieorkest hun muzikaal niveau en telde tot de bekendste universiteitsharmonieorkesten van het hele land. Hij verzorgde optredens met het harmonieorkest in de Carnegie Hall (23 maart 1972) en tijdens de conventies van de College Band Directors National Association en nam een langspeelplaat op bij het label Mark Records MCBS 35809 in de reeks "Concert band series". De componist Samuel Barber droeg zijn bewerking van de Overture to "The School for Scandal" op aan de Ohio State University Concert Band en hun dirigent Dr. Donald E. McGinnis. In 1979 ging hij met pensioen. Tot zijn leerlingen behoren Anne McGinty en Katherine Borst Jones. 
Hij was gastdirigent bij het Sinclair Community Wind Ensemble in 1984. Verder was hij gastdirigent van de University of New Hampshire Wind Symphony in Durham, de All-Maryland High School Band, de Arkansas All State First Band in 1964 en van de Perry High School Symphonic Winds. In 1988 ontving hij The Midwest Clinic Award. 
McGinnis was klarinettist en fluitist in het Columbus Symphony Orchestra. 
Als componist schreef hij vooral werken voor harmonieorkest. Hij is sinds 1956 lid van The American Bandmasters Association (ABA) en werd in 1978 voorzitter van deze vereniging. In 1999 werd hem het erelidmaatschap van het ABA aangedragen. 

## Composities

### Werken voor harmonieorkest
- 1953 rev.1964 Symphony for Band
  1. March and Chorale
  2. Variations on Three Notes
  3. Waltz
  4. (Solemn Tune) (= werd later voor de publicatie in 1977 door de componist zelf verwijderd, maar is in de onder benoemde proefschrift[6] afgedrukt en benadert.)
  5. Finale
- Studies on Reflective Surfaces

### Pedagogische werken
- 1969 Etudes for the advanced clarinetist (samen met: Edmund J. Siennicki)